# Lijst van rijksmonumenten in Meppel (plaats)
De plaats Meppel telt 55 inschrijvingen in het rijksmonumentenregister. Hieronder een overzicht. 
| Object | Oorspronkelijke functie?  | Bouwjaar                                                 | Architect                                          | Locatie                     | Coördinaten?                  | Nr.?   | Afbeelding                                                              |
| --- | ------------------------- | -------------------------------------------------------- | -------------------------------------------------- | --------------------------- | ----------------------------- | ------ | ----------------------------------------------------------------------- |
| Boerderij met hoog rieten wolfsdak en vlechtingen in de gevel                                                                 | Boerderij                 | 18e eeuw                                                 |                                                    | Blankensteinweg 51          | 52° 42' 3" NB, 6° 13' 5" OL   | 28627  | Meer afbeeldingen                                                       |
| Boerderijcomplex | Boerderij                 | mog. 18e eeuw (kern)                                     |                                                    | Hoogeveenseweg 26           | 52° 41' 10" NB, 6° 12' 27" OL | 28628  | Meer afbeeldingen                                                       |
| Secretarie | Overheidsgebouw           | 1910                                                     | D. Monsma                                          | Hoofdstraat 22              | 52° 41' 54" NB, 6° 11' 24" OL | 28629  | Meer afbeeldingen                                                       |
| Huis met trapgevel met natuurstenen sierdelen                                                                                 | Woonhuis                  | vroege 17e eeuw                                          |                                                    | Hoofdstraat 50              | 52° 41' 51" NB, 6° 11' 25" OL | 28630  | Meer afbeeldingen                                                       |
| Hervormde kerk (Grote of Mariakerk)                                                                                           | Kerk en kerkonderdeel     | 1422 1518 (noordbeuk) 1779-'81 (uitbr.) 1959-'63 (rest.) | mog. A.M. Sorg (1779-'81) W.A. Heineman (1959-'63) | Hoofdstraat 52              | 52° 41' 50" NB, 6° 11' 26" OL | 28631  | Meer afbeeldingen                                                       |
| Hervormde kerk, toren | Kerk en kerkonderdeel     | 1450-1500 1827 (bekroning)                               |                                                    | Hoofdstraat 52              | 52° 41' 50" NB, 6° 11' 23" OL | 28632  | Meer afbeeldingen                                                       |
| Stadswaag | Handel en kantoor         | verm. 1617                                               |                                                    | bij Hoofdstraat 52          | 52° 41' 50" NB, 6° 11' 26" OL | 28633  | Stadswaag                                                               |
| Huis met gevel met rechte kroonlijst en voordeur met pilasteromlijsting                                                       | Woonhuis                  | ca. 1860                                                 |                                                    | Kerkplein 14                | 52° 41' 50" NB, 6° 11' 21" OL | 28634  | Huis met gevel met rechte kroonlijst en voordeur met pilasteromlijsting |
| Huis met gepleisterde trapgevel met zandstenen waterlijsten en afdekplaten en halfronde top met pilasters en voluten          | Woonhuis                  | vroege 17e eeuw                                          |                                                    | Kruisstraat 12              | 52° 41' 57" NB, 6° 11' 25" OL | 28635  | Meer afbeeldingen                                                       |
| Huis met gedeeltelijk gepleisterde trapgevel met zandstenen waterlijsten en afdekplaten en toppilaster bekroond door leeuw    | Woonhuis                  | ca. 1600 (gevel)                                         |                                                    | Kruisstraat 15              | 52° 41' 57" NB, 6° 11' 23" OL | 28636  | Meer afbeeldingen                                                       |
| Theekoepel | Tuin, park en plantsoen   | ca. 1840                                                 |                                                    | bij Wilhelminapark 50       | 52° 41' 22" NB, 6° 11' 30" OL | 28637  | Meer afbeeldingen                                                       |
| Boerderij met woongedeelte onder met pannen gedekt dak met fors wolfsschild en met aangebouwde houten schuur onder rieten dak | Boerderij                 | 175? (kern)                                              |                                                    | Reggersweg 4                | 52° 41' 17" NB, 6° 12' 50" OL | 28638  | Meer afbeeldingen                                                       |
| Het Tolhuis | Overheidsgebouw           | 1777                                                     |                                                    | Reggersweg 6-8              | 52° 41' 12" NB, 6° 12' 50" OL | 28639  | Meer afbeeldingen                                                       |
| Joodse begraafplaats, ingangsgebouw                                                                                           | Begraafplaats en -onderdl | ca. 1895                                                 |                                                    | Steenwijkerstraatweg 92     | 52° 42' 49" NB, 6° 11' 24" OL | 28640  | Meer afbeeldingen                                                       |
| De drie kalkovens | Nijverheid                | 1875                                                     |                                                    | bij Steenwijkerstraatweg 98 | 52° 43' 1" NB, 6° 11' 32" OL  | 28641  | Meer afbeeldingen                                                       |
| Hoekpand met rechte lijstgevel en dakkapel boven het midden                                                                   | Woonhuis                  | ca. 1830                                                 |                                                    | Woldstraat 46               | 52° 41' 53" NB, 6° 11' 35" OL | 28642  | Meer afbeeldingen                                                       |
| Herenhuis met fronton en balkonnetje boven de ingang                                                                          | Woonhuis                  | ca. 1840                                                 |                                                    | Zuideinde 56                | 52° 41' 36" NB, 6° 11' 26" OL | 28643  | Meer afbeeldingen                                                       |
| Boerderij met voorgevel met ingezwenkte zijkanten, deuromlijsting met pilasters en zesruitsvensters onder wolfsdak            | Boerderij                 | ca. 1860                                                 |                                                    | Oosterboerweg 26            | 52° 41' 41" NB, 6° 13' 31" OL | 28645  | Meer afbeeldingen                                                       |
| Boerderij met zijbaanders en groot dwars voorgebouwd woondeel                                                                 | Boerderij                 | 1824                                                     |                                                    | Oosterboerweg 33            | 52° 41' 51" NB, 6° 14' 1" OL  | 28646  | Meer afbeeldingen                                                       |
| Boerderij | Boerderij                 |                                                          |                                                    | Slotweg 1                   | 52° 42' 3" NB, 6° 13' 29" OL  | 28647  | Meer afbeeldingen                                                       |
| Pand in gepleisterde rode baksteen onder met rode pannen gedekt zadeldak tussen tuitgevels met staaf- en sierankers           | Woonhuis                  | 1633 ca. 1905 (verb.)                                    |                                                    | Hoogetin 1                  | 52° 41' 50" NB, 6° 11' 21" OL | 450029 | Meer afbeeldingen                                                       |
| Sluisbrug | Brug                      | 1929                                                     |                                                    | Sluisgracht 28              | 52° 41' 41" NB, 6° 11' 10" OL | 493490 | Meer afbeeldingen                                                       |
| De Groeneberg | Boerderij                 | ca. 1875                                                 |                                                    | Haakswold 47                | 52° 42' 35" NB, 6° 12' 52" OL | 507366 | Groeneberg 1 De Groeneberg                                              |
| De Groeneberg, bijschuur | Boerderij                 | ca. 1875                                                 |                                                    | bij Haakswold 47            | 52° 42' 35" NB, 6° 12' 52" OL | 507367 | Upload foto                                                             |
| Kantongerecht | Gerechtsgebouw            | 1910                                                     | W.C. Metzelaar                                     | Catharinastraat 13          | 52° 41' 40" NB, 6° 11' 33" OL | 508695 | Meer afbeeldingen                                                       |
| Kantongerecht, conciërgewoning                                                                                                | Dienstwoning              | 1910                                                     | W.C. Metzelaar                                     | Catharinastraat 11          | 52° 41' 40" NB, 6° 11' 34" OL | 508696 | Kantongerecht 2 Kantongerecht, conciërgewoning                          |
| Dubbele villa met kenmerken van de overgangsstijl                                                                             | Woonhuis                  | 1909                                                     | A. Kool                                            | Stationsweg 38              | 52° 41' 32" NB, 6° 11' 38" OL | 508699 | Dubbele villa met kenmerken van de overgangsstijl                       |
| Vrijstaand herenhuis in art-nouveaustijl                                                                                      | Woonhuis                  | 1910                                                     | H.M. Hulsbergen                                    | Stationsweg 36              | 52° 41' 32" NB, 6° 11' 37" OL | 508700 | Vrijstaand herenhuis in art-nouveaustijl                                |
| Dubbel landhuis in kubistisch-expressionistische stijl                                                                        | Woonhuis                  | 1926                                                     | G. Otten                                           | Parklaan 7                  | 52° 41' 30" NB, 6° 11' 40" OL | 508701 | Dubbel landhuis in kubistisch-expressionistische stijl                  |
| Herenhuis in een eclectische stijl met art-nouveauversieringen                                                                | Woonhuis                  | ca. 1910                                                 |                                                    | Stationsweg 34              | 52° 41' 32" NB, 6° 11' 36" OL | 508702 | Herenhuis in een eclectische stijl met art-nouveauversieringen          |
| Villa in art-nouveaustijl | Woonhuis                  | 1910 1929 (uitbr.)                                       | G. Otten                                           | Stationsweg 29              | 52° 41' 33" NB, 6° 11' 39" OL | 508703 | Meer afbeeldingen                                                       |
| Voorm. doopsgezinde pastorie                                                                                                  | Woonhuis                  | ca. 1895                                                 |                                                    | Stationsweg 20              | 52° 41' 32" NB, 6° 11' 33" OL | 508704 | Meer afbeeldingen                                                       |
| Vrijstaand woonhuis in eclectische stijl                                                                                      | Woonhuis                  | ca. 1895 1947 (verb.)                                    |                                                    | Stationsweg 18              | 52° 41' 32" NB, 6° 11' 32" OL | 508705 | Meer afbeeldingen                                                       |
| Vrijstaande villa in eclectische stijl                                                                                        | Woonhuis                  | ca. 1890                                                 |                                                    | Stationsweg 2               | 52° 41' 32" NB, 6° 11' 28" OL | 508706 | Meer afbeeldingen                                                       |
| Dubbel woonhuis in art-nouveaustijl                                                                                           | Woonhuis                  | 1906                                                     |                                                    | Zuideinde 60-62             | 52° 41' 35" NB, 6° 11' 26" OL | 508707 | Meer afbeeldingen                                                       |
| Vrijstaand woonhuis in art-nouveaustijl                                                                                       | Woonhuis                  | 1908 1941 (verb.) 1965 (verb.)                           | G. Otten (1908, 1941) Otten en Fransen (1965)      | Zuideinde 46                | 52° 41' 37" NB, 6° 11' 26" OL | 508708 | Meer afbeeldingen                                                       |
| Vrijstaand woonhuis in eclectische stijl                                                                                      | Woonhuis                  | ca. 1895                                                 |                                                    | Zuideinde 41                | 52° 41' 37" NB, 6° 11' 28" OL | 508709 | Meer afbeeldingen                                                       |
| Vrijstaande villa in eclectische stijl                                                                                        | Woonhuis                  | 1899 1955 (verb.)                                        | H. Witzand                                         | Zuideinde 37                | 52° 41' 38" NB, 6° 11' 27" OL | 508710 | Meer afbeeldingen                                                       |
| Café-restaurant met bovenwoning in art-nouveaustijl                                                                           | Horeca                    | ca. 1910                                                 | G. Otten                                           | Kerkplein 16-18             | 52° 41' 50" NB, 6° 11' 21" OL | 508711 | Meer afbeeldingen                                                       |
| De Wetering (woonhuis met transformatorstation)                                                                               | Nutsbedrijf               | 1921 1982 (verb.)                                        | D. Monsma                                          | Kerkplein 12                | 52° 41' 49" NB, 6° 11' 21" OL | 508712 | Meer afbeeldingen                                                       |
| Zuiderbrug | Brug                      | 1913                                                     |                                                    | bij Zuideinde 1             | 52° 41' 41" NB, 6° 11' 3" OL  | 508713 | Meer afbeeldingen                                                       |
| Twee winkelhuizen met twee bovenwoningen in Interbellum-stijl                                                                 | Werk-woonhuis             | 1933                                                     | D.J. Lok                                           | Zuideinde 3                 | 52° 41' 43" NB, 6° 11' 27" OL | 508714 | Twee winkelhuizen met twee bovenwoningen in Interbellum-stijl           |
| Winkel/woonhuis met art-deco-pui                                                                                              | Werk-woonhuis             | ca. 1880-1890 1917 (verb.) 1929 (pui)                    | G. Otten (1929)                                    | Zuideinde 19                | 52° 41' 41" NB, 6° 11' 27" OL | 508715 | Meer afbeeldingen                                                       |
| Voorm. postkantoor met directeurswoning                                                                                       | Overheidsgebouw           | 1907 1939 (uitbr.) 1969-'70 (verb.)                      | C.H. Peters                                        | Zuideinde 28                | 52° 41' 40" NB, 6° 11' 25" OL | 508717 | Meer afbeeldingen                                                       |
| Vrijstaand woonhuis in eclectische stijl                                                                                      | Woonhuis                  | ca. 1895                                                 |                                                    | Zuideinde 59                | 52° 41' 31" NB, 6° 11' 28" OL | 508718 | Meer afbeeldingen                                                       |
| Pakhuizen Houwink (Drukkerijmuseum)                                                                                           | Opslag                    | 1880-1885 1911 (aanbouw)                                 |                                                    | Kleine Oever 11             | 52° 41' 48" NB, 6° 11' 20" OL | 508719 | Meer afbeeldingen                                                       |
| Voorm. hotel-restaurant (Café Neuf)                                                                                           | Horeca                    | 1908-'09                                                 | J. Janzen                                          | Stationsweg 51              | 52° 41' 33" NB, 6° 11' 49" OL | 508720 | Meer afbeeldingen                                                       |
| Station Meppel | Transport                 | 1866-'67 ca. 1900 (overkapping) 1982 (renov.)            | verm. K.H. van Brederode                           | Stationsweg 70              | 52° 41' 30" NB, 6° 11' 51" OL | 508721 | Meer afbeeldingen                                                       |
| Winkel/woning (Zeilmakerij Wouda)                                                                                             | Industrie                 | 1929                                                     | P.A. Withaar                                       | Mr.H. Smeengekade 10        | 52° 41' 42" NB, 6° 11' 12" OL | 509324 | Winkel/woning (Zeilmakerij Wouda)                                       |
| Woonhuis/werkplaats (Zeilmakerij Wouda)                                                                                       | Industrie                 | 1929                                                     | B. Schuitemaker                                    | Mr.H. Smeengekade 11        | 52° 41' 42" NB, 6° 11' 12" OL | 509325 | Woonhuis/werkplaats (Zeilmakerij Wouda)                                 |
| Woonhuis/werkplaats, bijschuur (Zeilmakerij Wouda)                                                                            | Industrie                 | 1929                                                     | B. Schuitemaker                                    | bij Mr.H. Smeengekade 11    | 52° 41' 42" NB, 6° 11' 13" OL | 509326 | Woonhuis/werkplaats, bijschuur (Zeilmakerij Wouda)                      |
| Woonhuis in eclectische stijl                                                                                                 | Woonhuis                  | ca. 1890                                                 |                                                    | Bleekerseiland 7            | 52° 41' 47" NB, 6° 11' 17" OL | 509677 | Woonhuis in eclectische stijl                                           |
| Woonhuis in ambachtelijk-traditionele stijl                                                                                   | Woonhuis                  | ca. 1890-1900                                            |                                                    | Bleekerseiland 9            | 52° 41' 47" NB, 6° 11' 16" OL | 509678 | Woonhuis in ambachtelijk-traditionele stijl                             |
| Woonhuis in Jugendstil | Woonhuis                  | 1906 1954 (verb.) ca. 1995-1999 (rest.)                  |                                                    | Stationsweg 35              | 52° 41' 33" NB, 6° 11' 43" OL | 522252 | Meer afbeeldingen                                                       |
| De Weert | Industrie- en poldermolen | oorspr. 1807 1937 (ged. sloop) 1998-2000 (herb.)         |                                                    | Weerdstraat 80              | 52° 41' 37" NB, 6° 11' 10" OL | 526385 | Meer afbeeldingen                                                       |